# Gregorio María Aguirre y García
Gregorio María Aguirre y García O.F.M., španski rimskokatoliški duhovnik, škof in kardinal, * 12. marec 1835, Pola de Gordón, † 10. oktober 1913, Toledo.

## Življenjepis
27. marca 1885 je postal škof Luga in 21. junija istega leta je prejel škofovsko posvečenje.
21. maja 1894 je bil imenovan za nadškofa Burgosa in škofovsko ustoličenje je potekalo 20. avgusta istega leta.
2. decembra 1899 je postal apostolski administrator Calahorra y La Calzade.
15. aprila 1907 je bil povzdignjen v kardinala in imenovan za kardinal-duhovnika San Giovanni a Porta Latina.
29. aprila 1909 je bil imenovan za nadškofa Toleda.